# Astier Nicolas
Astier Nicolas, född den 19 januari 1989 i Toulouse, är en fransk ryttare.
Han tog OS-guld i lagtävlingen i fälttävlan och även OS-silver individuellt i samband med de olympiska tävlingarna i ridsport 2016 i Rio de Janeiro.